# Benjamin Hedges
Benjamin Van Doren « Ben » Hedges, Jr. (né le 8 juin 1907 à Plainfield et décédé le 31 décembre 1969 à New York) est un athlète américain spécialiste du saut en hauteur. Affilié au New York Athletic Club, il mesurait 1,85 m pour 66 kg.

## Biographie

### Palmarès
| Date | Compétition           | Lieu      | Résultat | Performance |
| ---- | --------------------- | --------- | -------- | ----------- |
| 1928 | Jeux olympiques d'été | Amsterdam | 2e       | 1,91 m      |

### Records
| Épreuve         | Performance | Lieu | Date |
| --------------- | ----------- | ---- | ---- |
| Saut en hauteur | 1,981 m     |      | 1932 |